# Franz Viktorin
Franz Leo Viktorin (26. července 1813 Pacov – březen 1889 Pacov), byl rakouský politik německé národnosti z Moravy, v 2. polovině 19. století poslanec Říšské rady.

## Biografie
V letech 1823–1829 studoval na gymnáziu v Moravské Třebové. V roce 1830 navštěvoval kurzy filozofie na univerzitě ve Štýrském Hradci. Pak se zabýval zemědělstvím. Roku 1843 se stal obecním rychtářem. Od roku 1850 do konce června 1864 zastával funkci voleného starosty. Mezi jeho přátele patřil sudetoněmecký politik Karl Giskra.
V zemských volbách roku 1861 byl zvolen na Moravský zemský sněm za kurii venkovských obcí, obvod Moravská Třebová, Svitavy, Jevíčko. V zemských volbách v lednu 1867 a krátce poté i ve vypsaných zemských volbách v březnu 1867 mandát obhájil. Zemský sněm ho 10. dubna 1867 zvolil i do Říšské rady. Byl členem liberálně a centralisticky orientované Ústavní strany, která odmítala federalistické aspirace neněmeckých národností.
Zemřel v březnu 1889.